# Capella de la Mare de Déu del Remei (la Bisbal d'Empordà)
La capella de la Mare de Déu del Remei és una capella del municipi de la Bisbal d'Empordà inclosa en l'Inventari del Patrimoni Arquitectònic de Catalunya.

## Descripció

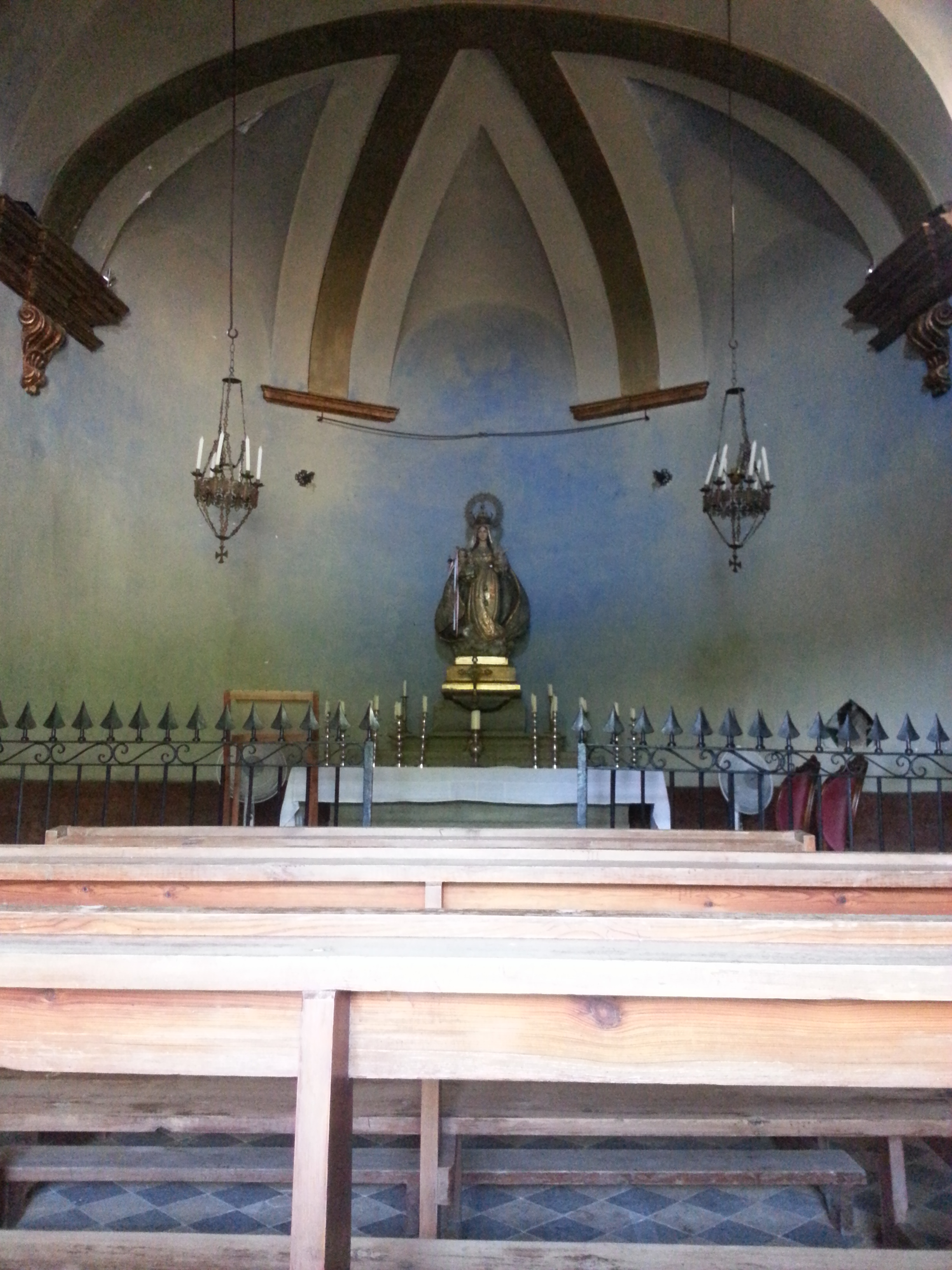
La Bisbal, Capella de la Mare de Déu del Remei (interior)

Està situada a l'extrem de migdia del nucli de Castell d'Empordà. Al costat del castell, la capella de la Mare de Déu del Remei és un petit edifici d'una sola nau amb absis semicircular i cor als peus. La façana és molt senzilla, amb la porta allindanada i una petita fornícula d'arc de mig punt. Un campanar de base quadrada i obertures d'arc de mig punt completa el conjunt.

## Història
La capella del Remei va ser bastida l'any 1600 i ampliada el 1750, segons consta a la inscripció de la porta d'accés, amb un escut del llinatge Margarit.